# Thy

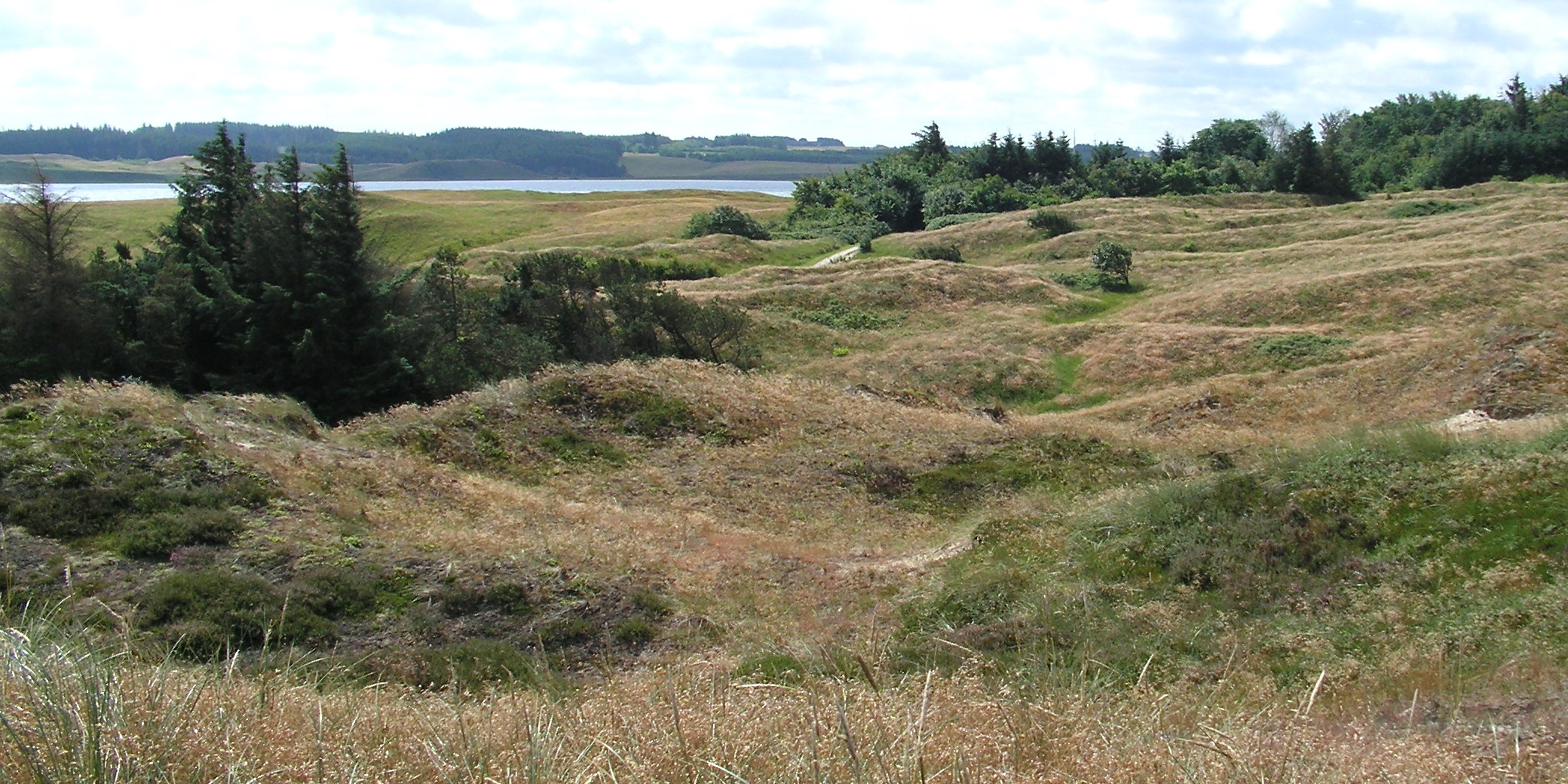
Landschaftspartie im Nationalpark Thy

Thy ist eine historische Landschaft und der westliche Teil der Insel Vendsyssel-Thy, die nördlich des Limfjordes den Norden Dänemarks bildet. Im westlichen Teil von Thy wurde 2007 vom dänischen Umweltministerium der erste Nationalpark Dänemarks eingerichtet. Die offizielle Einweihung des Nationalparks Thy erfolgte am 22. August 2008.

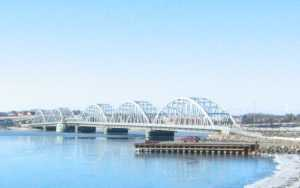
Vilsundbrücke zwischen Thy und Mors

## Name
Erstmals wurde Thy im Erdbuch König Waldemars 1231 als Thiuthæ sysæl (Thy-Syssel) erwähnt. Thiuthæ stammt vom altnordischen þjóð, was „Volk“ bedeutet. Die Namensgebung kann also von verschiedenen, nicht näher bestimmbaren Volksstämmen herrühren. Der Geograf Claudius Ptolemäus (2. Jahrhundert) verortete allerdings die Teutonen in Jütland, sodass die Theorie bis heute Anhänger findet, die Teutonen hätten in Thy gesiedelt, woher sich der Name ableite.

## Geologie
Thy verdankt seine Entstehung dem Geschiebe der letzten Kaltzeit. Nach deren Ende und dem Abschmelzen der skandinavischen Vergletscherung bestand die Landschaft zunächst aus mehreren kleineren und größeren Inseln. Erst ein anschließender geologischer Hebeprozess ließ die Inseln untereinander und mit der östlich gelegenen Insel Vendsyssel zusammenwachsen. An der Nordseeseite begann sich eine Ausgleichsküste herauszubilden, die um 1100 im Südwesten ein Zusammenwachsen mit dem jütischen Festland bei Thyborøn zur Folge hatte. Durch die Februarflut 1825 brach das Meer an dieser Stelle zum Limfjord durch und machte Vendsyssel-Thy wieder zur Insel.

## Geschichte
Menschliche Besiedlung ist in Thy bereits für um 4000 v. Chr. nachzuweisen. Zeugen dafür sind die überall zu findenden auffälligen Grabhügel. Das Häuptlingshaus in Südthy ist bronzezeitlichen Datums. Ins Licht der schriftlich festgehaltenen Geschichte trat Thy als mögliche Heimat der Teutonen, als sie um 120 v. Chr. Jütland verließen und ihre Wanderung nach Südeuropa begannen. Sie besiegten mehrfach römische Heere, bis sie 102 v. Chr. im heutigen Frankreich vernichtend geschlagen wurden. In der Wikingerzeit 800 bis 1050 waren die Buchten des westlichen Limfjordes Ausgangspunkt für Eroberungsfahrten zu den Britischen Inseln. Von dort kam mit St. Theodgarus († 1065) das Christentum nach Thy, im Gegensatz zur Jütischen Halbinsel, die von Süden her durch Ansgar missioniert wurde. Im Zweiten Weltkrieg wurden in Thy Stellungen des Atlantikwalls errichtet.
Zur Natur- und Siedlungsgeschichte von Thy bietet das „Museet for Thy og Hanherred“ in Thisted, Jernbanegade, Anschauungsunterricht.

## Megalithkultur
1. Stein- und Bronzezeit
  - Flintmine von Hov
  - Langdysser von Thisted[1]
  - Ganggrab mit Nebenkammer im Lundehøj
  - Steinkiste in Ellidsbøl
  - Steinreihe im Torup Wald (Rest eines Hünenbettes)
  - Grabhügel bei Skårup, Hov Dås (Langhügel), Torshøj bei Nors (Fundplatz der Goldboote vom Torshøj), Edshøjene bei Vester Vandet und der Vorzeitfriedhof Ydby Hede (Ydby-Heide)
2. Wikingerzeit
  - die Aggersborg, größte Wikingerburg Dänemarks, wahrscheinlich unter Sven Gabelbart angelegt
  - Vestervig Kirke, größte Dorfkirche Skandinaviens
  - Grabplatz Højstrup mit Bautasteinen
  - Bildstein in der Kirche von Hørdum

## Landschaft und Naturschutz
Thy besteht auf Grund seiner geologischen Entwicklung zum größten Teil aus hügeligen Hochflächen. An ihren oft steilen Rändern, den ehemaligen Steilküsten, finden sich oft nur wenig über den Meeresspiegel sich erhebende Wiesen, Sümpfe und Binnenseen. Diese Gebiete sind in vielen Fällen als Vogelreservate unter Schutz gestellt. Thy war durch Raubbau über viele Jahrhunderte völlig baumlos, was große Probleme durch Flugsand und Wanderdünen hervorrief. Holz musste aus Norwegen eingeführt werden. Erst zum Ende des 19. Jahrhunderts begann man planmäßig im großen Stil Kiefernwälder anzulegen. Besonders die Westküste besteht aus Dünen mit Sandstränden zum Meer hin.

## Besiedlung und Verkehr
Verwaltungszentrum von Thy ist die Stadt Thisted, die an einem Ausläufer des Limfjordes liegt. Große Bedeutung hat das nördlich davon an der Küste des Skagerraks gelegene Hanstholm, Dänemarks größter Konsumfischereihafen und ehemaliger Fährhafen für Verbindungen nach Norwegen, den Färöern, den Shetlandinseln und Island. Thy ist über die zwei Brücken Oddesundbroen und Vilsundbroen mit dem dänischen Festland verbunden. Es gibt zudem drei Autofähren, die zwischen Thyborøn und Agger Tange sowie von Feggesund und Næssund (auch Neessund genannt) zur Insel Mors verkehren.